# Olympische Jugend-Sommerspiele 2018/Teilnehmer (Botswana)
| Gelbes Symbol für Goldmedaillen mit stilisierten Olympischen Ringen | Graues Symbol für Silbermedaillen mit stilisierten Olympischen Ringen | Braundes Symbol für Bronzemedaillen mit stilisierten Olympischen Ringen |
| ------------------------------------------------------------------- | --------------------------------------------------------------------- | ----------------------------------------------------------------------- |
| —                                                                   | —                                                                     | —                                                                       |

Die Jugend-Olympiamannschaft aus Botswana für die III. Olympischen Jugend-Sommerspiele vom 6. bis 18. Oktober 2018 in Buenos Aires (Argentinien) bestand aus drei Athleten.

## Athleten nach Sportarten

### Leichtathletik
Jungen
- Bernard Olesitse
400 m: 14. Platz

### Schwimmen
| Mädchen - Ruvarashe Gondo 50 m Brust: 37. Platz 50 m Schmetterling: 34. Platz | Jungen - James Freeman 200 m Freistil: 25. Platz 400 m Freistil: 20. Platz 800 m Freistil: 20. Platz |